# Athletissima

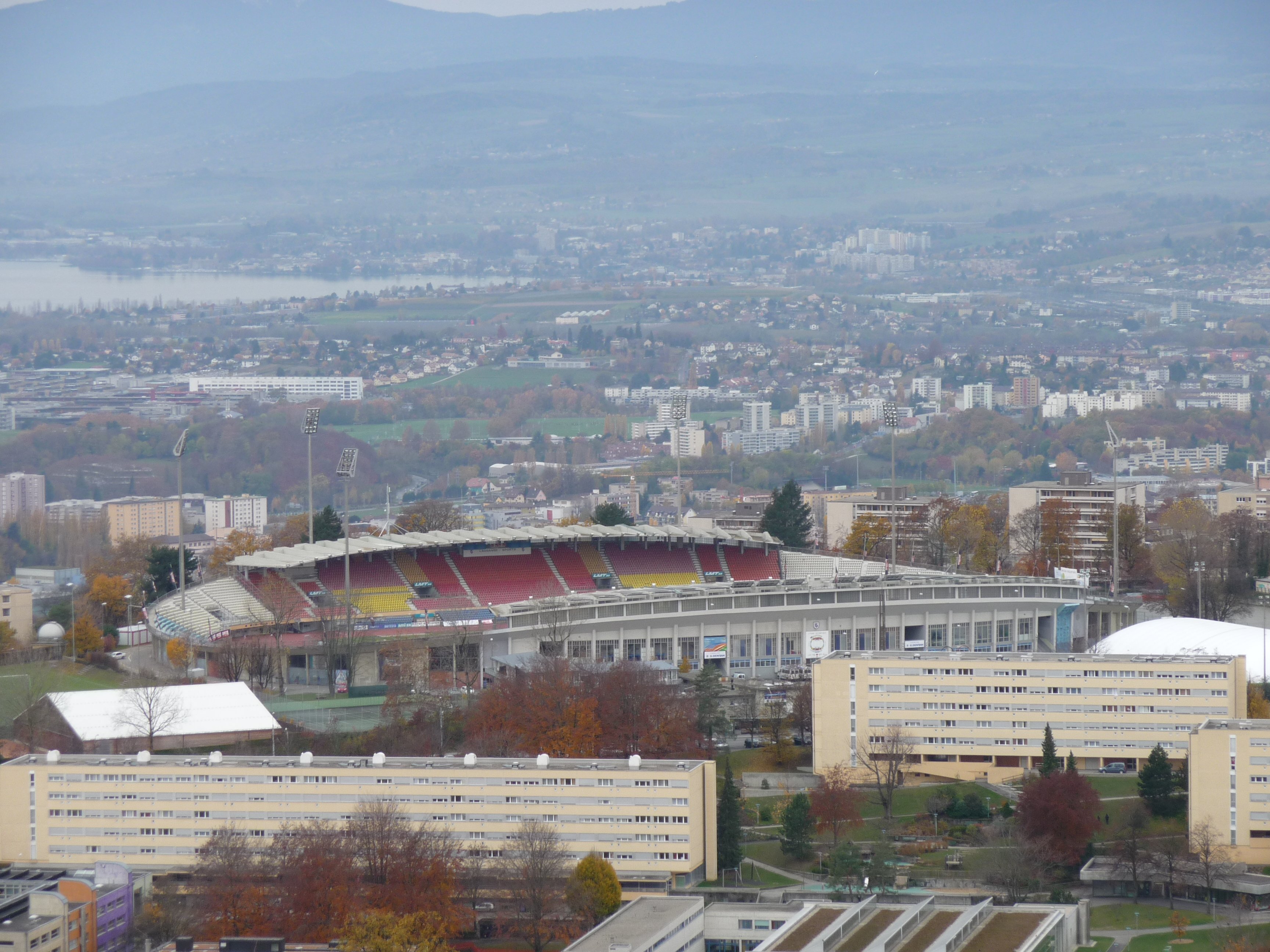
Het Stade Olympique de la Pontaise in Lausanne

Athletissima is een jaarlijks internationaal atletiekevenement, dat wordt gehouden in Stade Olympique de la Pontaise in Lausanne, dat ligt in het Franstalige deel van Zwitserland. De wedstrijd behoort tot de Diamond League sinds de oprichting daarvan in 2010. Daarvoor was het een Super Grand Prix-wedstrijd.
Athletissima wordt sinds 1977 georganiseerd en kent sinds het begin een sterk, internationaal deelnemersveld.

## Wereldrecords tijdens Athletissima
In het bestaan van Athletissima is er drie keer een wereldrecord gevestigd tijdens de wedstrijd.
| Datum        | Atleet            | Onderdeel            | Prestatie          | Huidig wereldrecord            |
| ------------ | ----------------- | -------------------- | ------------------ | ------------------------------ |
| 6 juli 1994  | Leroy Burrell     | 100 m                | 9,85 s (+1,2 m/s)  | Nee, verbeterd op 27 juli 1996 |
| 5 juli 2005  | Jelena Isinbajeva | polsstokhoogspringen | 4,93 m             | Nee, verbeterd op 16 juli 2005 |
| 11 juli 2006 | Liu Xiang         | 110 m horden         | 12,88 s (+1,1 m/s) | Nee, verbeterd op 12 juni 2008 |

## Meetingrecords
| Onderdeel            | Prestatie          | Atleet             | Nationaliteit | Datum             |
| -------------------- | ------------------ | ------------------ | ------------- | ----------------- |
| 60 m                 | 6,56 s (±0,0 m/s)  | Ben Johnson        | CAN           | 15 september 1987 |
| 100 m                | 9,69 s (−0,1 m/s)  | Yohan Blake        | JAM           | 23 augustus 2012  |
| 200 m                | 19,58 s (+1,4 m/s) | Usain Bolt         | JAM           | 23 augustus 2012  |
| 400 m                | 43,66 s            | Michael Johnson    | USA           | 3 juli 1996       |
| 800 m                | 1.42,61            | Wilson Kipketer    | DEN           | 2 juli 1997       |
| 1000 m               | 2.18,84            | Earl Jones         | USA           | 2 september 1986  |
| 1500 m               | 3.29,51            | Ali Saïdi-Sief     | ALG           | 4 juli 2001       |
| 1 Eng. mijl          | 3.49,12            | Noureddine Morceli | ALG           | 10 juni 1991      |
| 2000 m               | 4.52,44            | Jim Spivey         | USA           | 15 september 1987 |
| 3000 m               | 7.30,62            | Daniel Komen       | KEN           | 2 juli 1999       |
| 5000 m               | 12.59,13           | Vincent Chepkok    | KEN           | 30 juni 2011      |
| 10.000 m             | 27.15,00           | Haile Gebrselassie | ETH           | 6 juli 1994       |
| 110 m horden         | 12,88 s (+1,1 m/s) | Liu Xiang          | CHN           | 11 juli 2006      |
| 400 m horden         | 47,14 s            | Edwin Moses        | USA           | 1981              |
| 3000 m steeplechase  | 8.01,62            | Brimin Kipruto     | KEN           | 8 juli 2010       |
| hoogspringen         | 2,41 m             | Bohdan Bondarenko  | UKR           | 4 juli 2013       |
| polsstokhoogspringen | 5,91 m             | Brad Walker        | USA           | 10 juli 2007      |
| verspringen          | 8,56 m (+2,0 m/s)  | Iván Pedroso       | CUB           | 5 juli 1995       |
| hink-stap-springen   | 17,91 m (+1,4 m/s) | Teddy Tamgho       | FRA           | 30 juni 2011      |
| kogelstoten          | 21,88 m            | Ryan Whiting       | USA           | 4 juli 2013       |
| discuswerpen         | 70,53 m            | Virgilijus Alekna  | LTU           | 5 juli 2005       |
| speerwerpen          | 89,94 m            | Jan Železný        | TCH           | 4 juli 2001       |
| kogelslingeren       | 84,48 m            | Igor Nikoelin      | URS           | 12 juli 1990      |

| Onderdeel            | Prestatie          | Atlete                                                         | Nationaliteit | Datum            |
| -------------------- | ------------------ | -------------------------------------------------------------- | ------------- | ---------------- |
| 100 m                | 10,72 s (±0,0 m/s) | Marion Jones                                                   | USA           | 25 augustus 1998 |
| 200 m                | 22,07 s (+1,6 m/s) | Merlene Ottey                                                  | JAM           | 5 juli 1995      |
| 400 m                | 49,45 s            | Marie-José Pérec                                               | FRA           | 3 juli 1996      |
| 800 m                | 1.56,25            | Maria Mutola                                                   | MOZ           | 2 juli 2002      |
| 1500 m               | 3.58,60            | Jelena Soboleva                                                | RUS           | 11 juli 2006     |
| 1 Eng. mijl          | 4.21,30            | Ljoedmila Rogatsjova                                           | RUS           | 8 juli 1992      |
| 3000 m               | 8.34,58            | Vivian Cheruiyot                                               | KEN           | 8 juli 2010      |
| 100 m horden         | 12,40 s (+1,2 m/s) | Gail Devers                                                    | USA           | 2 juli 2002      |
| 400 m horden         | 53,05 s            | Femke Bol                                                      | NED           | 26 augustus 2021 |
| 3000 m steeplechase  | 9.17,66            | Hiwot Ayalew                                                   | ETH           | 4 juli 2013      |
| hoogspringen         | 2,04 m             | Kajsa Bergqvist                                                | SWE           | 2 juli 2002      |
| polsstokhoogspringen | 4,93 m             | Jelena Isinbajeva                                              | RUS           | 5 juli 2005      |
| verspringen          | 7,48 m (+0,4 m/s)  | Heike Drechsler                                                | GER           | 8 juli 1992      |
| hink-stap-springen   | 15,33 m (+1,2 m/s) | Tatjana Lebedeva                                               | RUS           | 6 juli 2004      |
| discuswerpen         | 68,96 m            | Sandra Perković                                                | CRO           | 4 juli 2013      |
| speerwerpen          | 67,40 m            | Osleidys Menéndez                                              | CUB           | 2 juli 2002      |
| 4 x 100 m            | 42,40 s            | Madiea Ghafoor Dafne Schippers Tessa van Schagen Jamile Samuel | NED           | 3 juli 2014      |